# José Antonio Larrumbide Urquidizar
José Antonio Larrumbide Urquidizar (Larraul o Mendaro, 10 de julio de 1756-Usúrbil, 22 de octubre de 1827) fue un político español.

## Biografía
Jurista ilustrado, Fiscal de Crimen de Audiencia, con la invasión francesa participó en la Junta Suprema Central siendo de forma interina secretario del Despacho de Gracia y Justicia entre el 19 de enero y el 12 de agosto de 1811. Formó parte del Consejo de Castilla.
El 13 de septiembre de 1813 fue elegido diputado por Guipúzcoa a las Cortes de Cádiz. Las Cortes anularon estas elecciones por no haber precedido a las elecciones Junta preparatoria y por haberse elegido dos Diputados propietarios y uno suplente, cuando se debió haber elegido solamente un Diputado propietario y otro suplente. La elección de Larrumbide la realizó un colegio de 7 electores elegidos por cada uno de los partidos judiciales guipuzcoanos. El 31 de octubre se procedió a una nueva elección en la que Larrumbide fue confirmado como el diputado propietario por Guipúzcoa. El 15 de enero de 1814 Larrumbide juró el cargo sustituyendo a Miguel Antonio de Zumalacárregui que había ocupado de forma interina el puesto de Larrumbide entre septiembre y enero. Larrumbide se convirtió de esta forma en el segundo diputado guipuzcoano en el Congreso. Su mandato se prolongó unos pocos meses hasta la disolución de las Cortes en mayo de 1814 por Fernando VII.
Por otro lado, fue ministro del consejo real de Castilla desde su restablecimiento en 1810, suspendido en sus funciones por decreto de 15 de octubre de 1811 y, una vez restablecido el consejo por decreto de 27 de mayo de 1814, repuesto en su plaza por decreto de 3 de junio del mismo año 1814 y jubilado por decreto de 20 de febrero de 1824. No obstante, en el año siguiente, el 16 de febrero de 1825, tomó posesión nuevamente de su cargo como consejero de Castilla, cargo que ocupaba probablemente cuando se produjo su fallecimiento.